# کادترین
کادترین (به انگلیسی: Kadethrin) یک ترکیب شیمیایی با شناسه پاب‌کم ۱۲۹۴۰۷۰۱ است. 